# Калимулин, Марат Натфулович
Марат Натфулович Калимулин (20 августа 1988, Тольятти, Куйбышевская область — 7 сентября 2011, Туношна, Ярославская область) — российский хоккеист, защитник.

## Биография
Родился в татарской семье. Начал карьеру в тольяттинской «Ладе», в сезоне 2005/06 дебютировал в составе основной команды в Суперлиге. В 2006 году выиграл Континентальный кубок. Сезон 2008/09 пропустил по состоянию здоровья. Следующий сезон провёл в КХЛ, играя за «Ладу». В 2010 году перешёл в ярославский «Локомотив».
В 2008 году был вызван в молодёжную сборную России. В её составе завоевал бронзовые медали молодёжного чемпионата мира 2008 года.
Погиб на 24-м году жизни вместе с командой «Локомотив» 7 сентября 2011 года при взлёте самолёта из ярославского аэропорта. Похоронен на Тольяттинском городском кладбище.

## Достижения
- Обладатель Континентального кубка: 2006, «Лада»
- Бронзовый призёр молодёжного чемпионата мира: 2008

## Статистика
| Легенда | Легенда                    | Легенда | Легенда                   | Легенда | Легенда    |
| ------- | -------------------------- | ------- | ------------------------- | ------- | ---------- |
| И       | Количество проведённых игр | Штр     | Штрафное время            | +/−     | Плюс-минус |
| Г       | Голы                       | П       | Голевые передачи          | О       | Очки       |
| -       | Статистика неизвестна      | —       | Статистика не учитывалась |         |            |